# Olesicampe thoracica
Olesicampe thoracica là một loài tò vò trong họ Ichneumonidae.